# Stan Bowles
Stanley "Stan" Bowles (Manchester, 24 december 1948 – 24 februari 2024) was een Engels voetballer die gedurende zijn carrière onder meer uitkwam voor de clubs Queens Park Rangers en Brentford FC. Ook kwam hij vijfmaal uit voor het Engels voetbalelftal.

## Clubcarrière
Bowles begon zijn spelersloopbaan bij de plaatselijke club Manchester City. Na een aantal incidenten bij de club verliet hij de club uit zijn geboorteplaats. Hij speelde vervolgens enige korte periode voor Bury FC en vervolgens bij Crewe Alexandra en Carlisle United. In 1972 werd hij na een trainerswissel voor £110.000 aan de Londense club Queens Park Rangers verkocht. Aldaar moest hij de plek gaan invullen van de clubicoon  Rodney Marsh die naar Manchester City was vertrokken.
Uiteindelijk speelde hij in totaal zeven jaar voor QPR. Nadat hij in onmin raakte bij trainer Tommy Docherty verliet hij de club in 1979 voor Nottingham Forest waar hij kwam te spelen in het team van Brian Clough. Hij kwam daar nooit echt aan de bak waarop hij verkocht werd aan Leyton Orient. Een jaar later maakte hij de overstap naar Brentford FC waar hij zijn carrière in 1983 afsloot. Het seizoen daarop kwam hij alsnog terug van zijn pensioen en speelde Bowles nog enkele wedstrijden voor de club om daarna alsnog zijn schoenen definitief aan de wilgen te hangen.

## Internationale carrière
Hij maakte zijn debuut voor het Engels voetbalelftal tegen Portugal in april 1974. In dat zelfde jaar scoorde hij zijn enige internationale doelpunt tegen Wales. In totaal kwam Bowles maar tot vijf interlands.

## Latere leven
In 1996 verscheen er een autobiografie over zijn leven waarin hij inging op zijn drank- en gokproblemen tijdens zijn voetbalcarrière. Tevens was Bowles enige tijd actief als analist bij Sky Sports. Op 20 juni 2015 werd bekend dat bij hem de Ziekte van Alzheimer was geconstateerd.. Hij werd vervolgens op 22 augustus voorafgaand op de thuiswedstrijd van Queens Park Rangers tegen Rotherham United door zijn oude club geëerd. Op 24 februari 2024 overleed Bowles aan de gevolgen van deze ziekte. Hij werd 75 jaar oud.